# Équipe d'Espagne de rink hockey
Cet article traite de l'équipe masculine. Pour l'équipe féminine, voir Équipe d'Espagne féminine de rink hockey.
L'Équipe d'Espagne de rink hockey, créée en 1947 à l'occasion de la Coupe du Monde et Coupe d'Europe (la compétition avait deux appellations) est l'équipe de Espagne qui représente l'Espagne au rink hockey. Elle est constituée par une sélection de joueurs espagnols dirigée sous l'égide de la Real Federación Española de Patinaje (RFEP).
Le rink hockey est particulièrement populaire dans la région de Catalogne qui contient les meilleurs clubs au monde. L'Équipe d'Espagne de rink hockey est la meilleure sélection au monde, ayant gagné 16 titres continentaux et 15 titres mondial.

## Histoire
La première compétition de rink-hockey en Espagne fut la Copa del Generalísimo en 1944, compétition gagnée par le Reus Deportiu.
La première compétition officielle de l'équipe d'Espagne de rink-hockey fut la coupe d'Europe 1947 dont elle sortit 3e. Elle gagna son premier championnat du monde en 1951, et a gagné les 3 derniers championnats du monde et les 6 championnats d'Europe.

## Palmarès
- Vainqueur du Championnat du monde A en 1951, 1954, 1955, 1964, 1966, 1970, 1972, 1976, 1980, 1989, 2001, 2005, 2007, 2009, 2011, 2013 et 2017
- Vainqueur du Championnat d'Europe en 1951, 1954, 1955, 1957, 1969, 1979, 1981, 1983, 1985, 2000, 2002, 2004, 2006, 2008, 2010, 2012 et 2018.
- Vainqueur du Championnat du monde juniors en 2007, 2009 et 2011.
- 23 fois vainqueur du Championnat d'Europe des moins de 20 ans.
- 15 fois vainqueur du Championnat d'Europe des moins de 17 ans.
- 12 fois vainqueur de la Coupe latine.

## Effectif

### Équipe 2015
Effectif pour le championnat du monde 2015 :
| Nom            | Poste           | Club                              |
| -------------- | --------------- | --------------------------------- |
| Aitor Egurrola | Gardien         | FC Barcelone                      |
| Carles Grau    | Gardien         | CP Vic                            |
| Antoni Baliu   | Joueur de champ | Igualada HC                       |
| Eduard Lamas   | Joueur de champ | HC Liceo                          |
| Marc Gual      | Joueur de champ | FC Barcelone                      |
| Jordi Bargalló | Joueur de champ | HC Liceo                          |
| Pedro Gil      | Joueur de champ | HC Forte dei Marmi (D1 italienne) |
| Jordi Adroher  | Joueur de champ | H Breganze (D1 italienne)         |
| Antonio Pérez  | Joueur de champ | HC Liceo                          |
| Josep Lamas    | Joueur de champ | HC Liceo                          |

Entraîneur :  Quim Paüls

### Équipe 2017
Effectif pour le championnat du monde 2017 :
| Nom              | Poste           | Club             |
| ---------------- | --------------- | ---------------- |
| Xavi Malián      | Gardien         | HC Liceo         |
| Nil Roca         | Joueur de champ | CE Noia          |
| Albert Casanovas | Joueur de champ | Reus Deportiu    |
| Jordi Burgaya    | Joueur de champ | CP Vic           |
| Ignacio Alabart  | Joueur de champ | CP Voltregà      |
| Eduard Lamas     | Joueur de champ | FC Barcelone     |
| Jordi Adroher    | Joueur de champ | Benfica Lisbonne |
| Pau Bargalló     | Joueur de champ | FC Barcelone     |
| Raül Marín (ca)  | Joueur de champ | Reus Deportiu    |
| Xevi Puigbí (ca) | Gardien         | UD Oliveirense   |

Entraîneur :  Alejandro Domínguez